# Симфонија бр. 7 (Бетовен)
Симфонија број 7, A - Дур, опус 92, Лудвига ван Бетовена.
Бетовенову Седму Симфонију, Рихард Вагнер је назвао Апотеоза игре. И заиста, сва њена четири колосална става су у разузданом играчком покрету, правог лаганог става нема, а Џорџ Бернард Шо, велики британски драмски писац и музички критичар је са правом приметио да је у поређењу са финалним ставом и најразузданији џез права Молитва Девице. Симфонија је настала током Бетовеновог боравка у Теплицу од јесени 1811. до јуна 1812. године (чувен је Бетовенов сусрет са Гетеом у то време, када је Гете рекао за Бетовена да је он једна сасвим неукротива личност). Симфонија је премијерно изведена у Бечу децембра 1812. године. Четири њена става образују целину трајања 38 минута.

## Форма и анализа
Први став је опсежни поко состенуто виваче (муз. Poco sostenuto vivace). Најпре је то опсежан лагани увод, са карактеристичним бурним скоковима, који набујавају и уводе у разуздани, разиграни сонатни став. Ни друга његова тема више не делује мирно.
Други став је, скроз неуобичајено, алегрето (муз. ). То је један посмртни марш, али за разлику од оног епски трагичног у Ероици, овај је мањих димензија и више лирски интониран. Неких бурних излива бола готово нема.
Трећи став је скерцо, са ознаком престо (муз. ). То је опет једна бетовенска игра духова која између бочних делова има идилични централни трио, асаи мено престо (муз. Assai meno presto). Ту наступа једна молитвена тема аустријских ходочасника.
Четврти и финални став је један од најразузданијих у светској симфонијској литератури: врло разиграни алегро кон брио (муз.Allegro con brio). Његови брзи, ватрени и до крајних граница разиграни ритмови, над којима се само развија одговарајућа играчка мелодика, са правом су дали Бернарду Шоу разлог за констатацију коју је изнео о овом ставу 1927. године: До данас непревазиђена играчка ритмика!
Због оваквог свог звучног садржаја (коју и даље тумачи класичан оркестарски састав) Бечка критика Бетовеновог времена, а и каснија Европска, морали су имати мало разумевања и дело окарактерисати као производ становника луднице. Али, Рихард Вагнер је међу првима имао пуно разумевања за дело и био његов први велики диригент - тумач, као што је био и први велики мајстор за Бетовенов симфонијски опус.